# Hopkins & Allen
A Hopkins & Allen Arms Company era uma empresa Norte americana de fabricação de armas de fogo com sede em Norwich, Connecticut, fundada em 1868 por Charles W. Allen, Charles A. Converse, Horace Briggs, Samuel S. Hopkins e Charles W. Hopkins, produzia revólveres, rifles e escopetas. Os irmãos Hopkins dirigiram as operações diárias da empresa até a falência em 1916 e, posteriormente a empresa foi comprada pela Marlin-Rockwell.

## Histórico
A Hopkins & Allen foi fundada em 1868 como fabricante de armas de fogo por Charles W. Allen, Charles A. Converse, Horace Briggs, Samuel S. Hopkins e Charles W. Hopkins. Em 1874, Converse vendeu sua parte na empresa para os irmãos William e Milan Hulbert, dando aos Hulberts 50% dos ativos e capital da empresa. A empresa tornou-se fabricante exclusiva de revólveres para a Merwin Hulbert como resultado disso a montagem desses revólveres foi realizada em uma área separada da planta dedicada exclusivamente aos revólveres da M&H. Após a falência dos irmãos Hulbert em 1896, a Hopkins & Allen faliu em 1898. A empresa foi reorganizada como Hopkins & Allen Arms Company, mas perdeu sua fábrica e máquinas em um incêndio em 1900. Em 1905, todo o armazém foi roubado de todo o seu inventário.

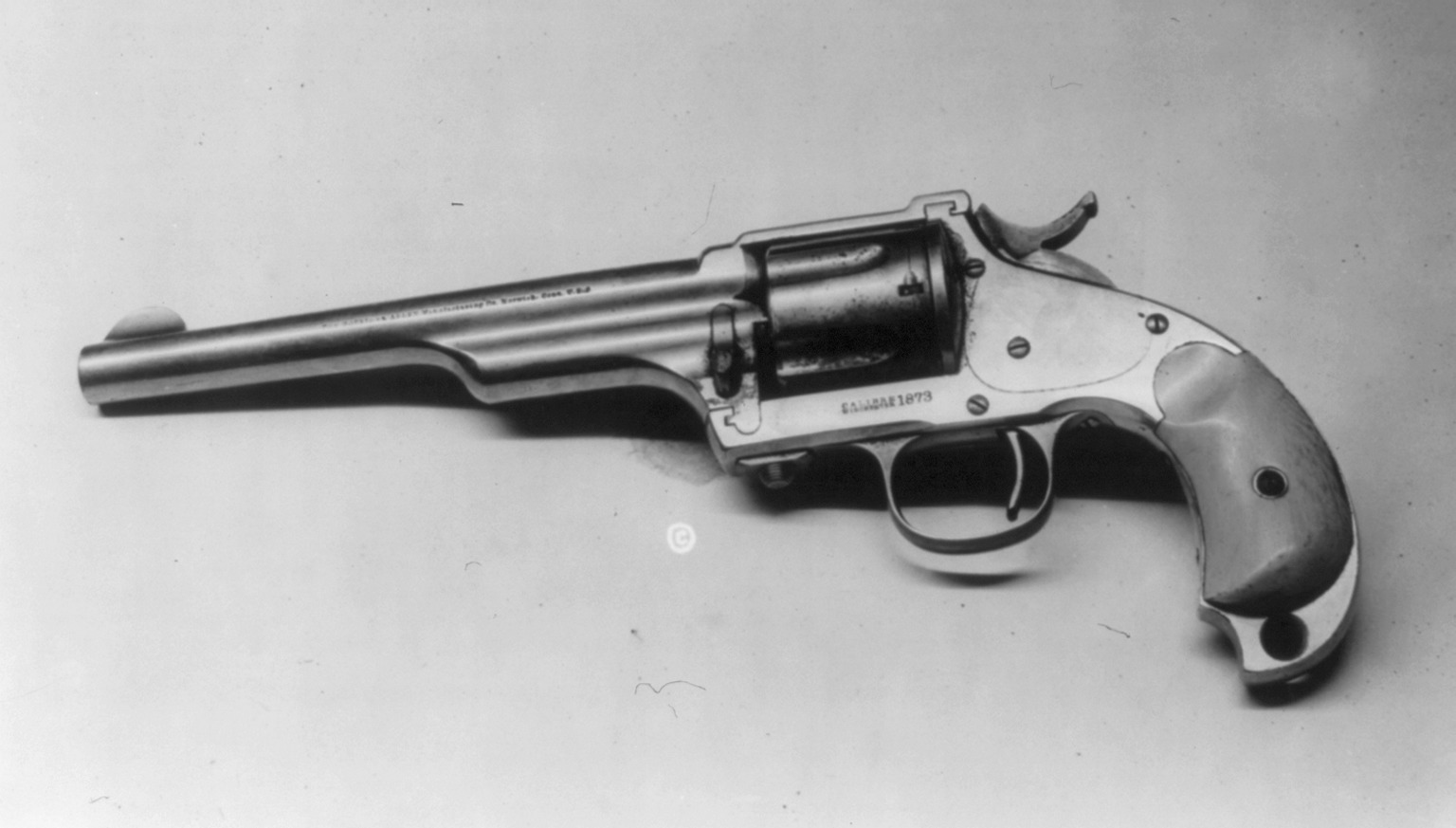
O revólver Hopkins & Allen model 1873 calibre 44 de Jesse James

A fábrica foi reconstruída em 1901 e a Hopkins & Allen viria a produzir 40.000 armas de fogo por ano. Em 1902, a empresa adquiriu a Forehand Arms Company, para quem produzia revólveres sob contrato. A empresa recebeu um contrato para construir rifles Mauser para o Exército belga no início da Primeira Guerra Mundial, mas o contrato se desfez depois que a Alemanha invadiu a Bélgica. Embora a empresa continuasse a fabricar armas de fogo, nunca se recuperou financeiramente e faliu em 1916 com a Marlin-Rockwell comprando suas máquinas, inventário e projetos em 1917.